# Syllepte sarronalis
Syllepte sarronalis là một loài bướm đêm trong họ Crambidae.